# 室蘭市役所
室蘭市役所（むろらんしやくしょ）は、日本の地方公共団体である室蘭市の役所。

## 本庁舎
1952年（昭和27年）築の4階建て。1階から2階が消防庁舎になっていたこともあり30m級望楼はそのまま残されている。
| 部 署      | 概 要                                                                |
| ---------- | -------------------------------------------------------------------- |
| 総 務 部   | 総務課（防災安全）、秘書課、市民対話課、職員課                       |
| 企画財政部 | 企画課（高度情報推進）、財政課、管財契約課（管財・契約）             |
| 生活環境部 | 市民生活課（生活安全係・衛生係・計量検査所）                         |
| 保健福祉部 | 介護福祉課、保護課、子ども家庭課                                     |
| 経 済 部   | 産業振興課、農水産課、観光課                                         |
| 都市建設部 | 土木課、都市計画課（計画係・街路区画整理係・公園係）、建築課、住宅課 |
|            | 市民活動推進課、会計課、議会事務局、監査委員                         |

所在地
〒051-8511
北海道室蘭市幸町1番2号
アクセス
室蘭駅から徒歩約5分。

## 分庁舎
| 部 署    | 概 要          |
| -------- | -------------- |
| 総 務 部 | 総務課（統計） |

所在地
〒051-0014
北海道室蘭市栄町2丁目1番19号

## 広域センタービル庁舎
| 部 署      | 概 要                  |
| ---------- | ---------------------- |
| 企画財政部 | 市税課、債権管理課     |
| 生活環境部 | 戸籍住民課、保険年金課 |

所在地
〒051-8530
北海道室蘭市海岸町1丁目4番1号（むろらん広域センタービル1F）
アクセス
室蘭駅から徒歩約4分

## 蘭東支所（えきがるセンター）
概要
住民異動の各種届出（転入・転出・転居等）
戸籍関係の各種届出（出生・婚姻・転籍等）
証明書の交付（住民票の写し・印鑑登録証明書・戸籍の謄抄本・市民税証明書等）
所在地
〒050-0083
北海道室蘭市東町2丁目29番4号（東室蘭駅東口側自由通路）